# Prionotropis appula
Prionotropis appula är en insektsart som först beskrevs av Costa, O.G. 1836.  Prionotropis appula ingår i släktet Prionotropis och familjen Pamphagidae. Inga underarter finns listade i Catalogue of Life.

## Bildgalleri

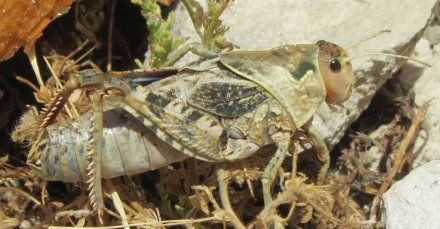